# Pelileo
Pelileo – miasto w środkowym Ekwadorze, w Prowincji Tungurahua. Stolica  kantonu Pelileo. Miasto zostało założone w 1570 roku. W 2023 populacja wynosiła 16 572 osoby.

## Dzielnice
- Barrio El tambo[2]
- Chiquicha[3]
- Pelileo Nuevo